# Percival Schuttenbach (zespół muzyczny)

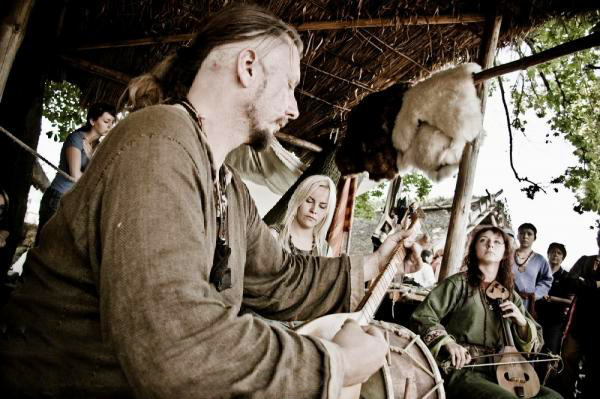
Percival wczesnośredniowieczny podczas koncertu na Festiwalu Słowian i Wikingów, Wolin 2010

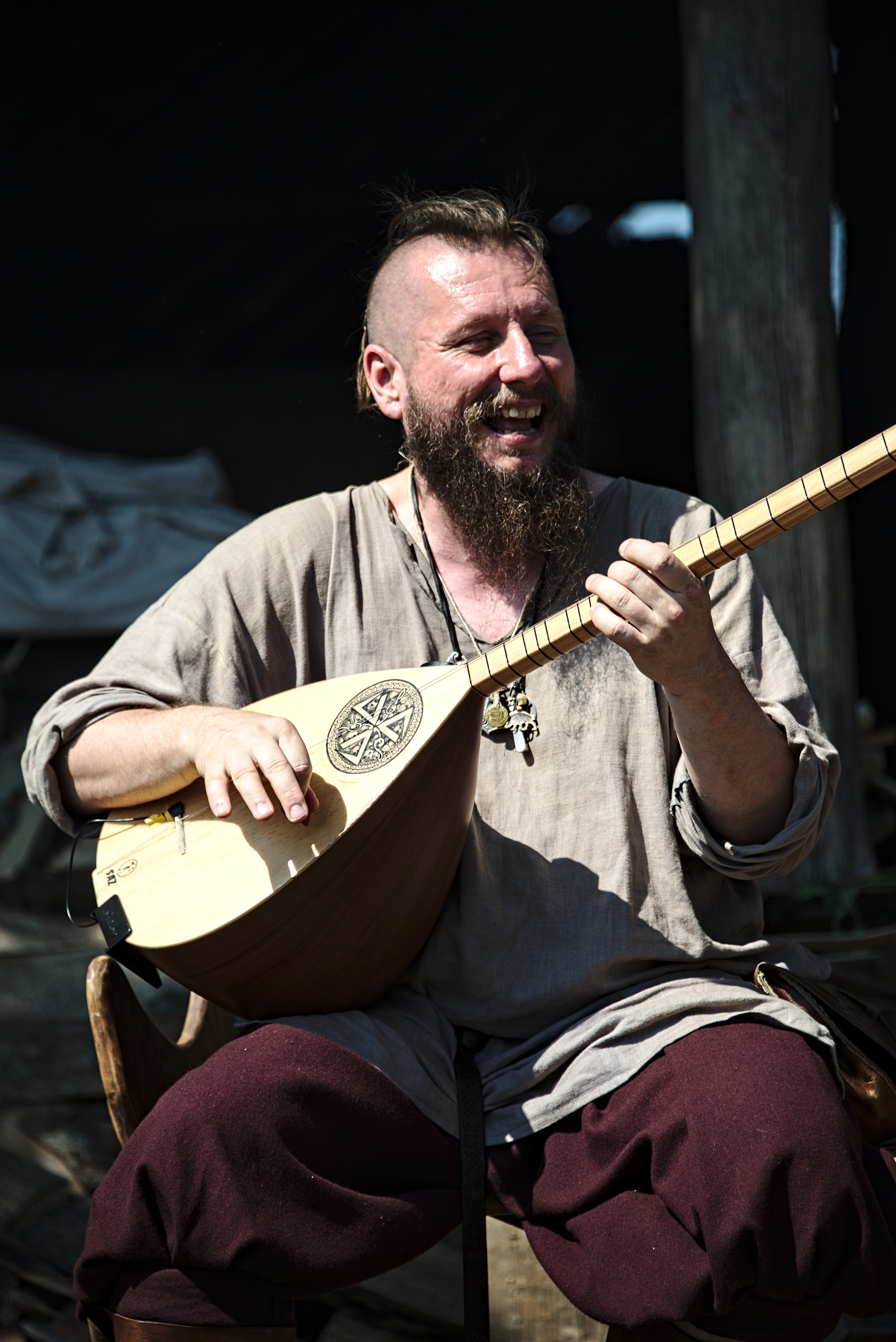
Mikołaj Rybacki w 2018 roku

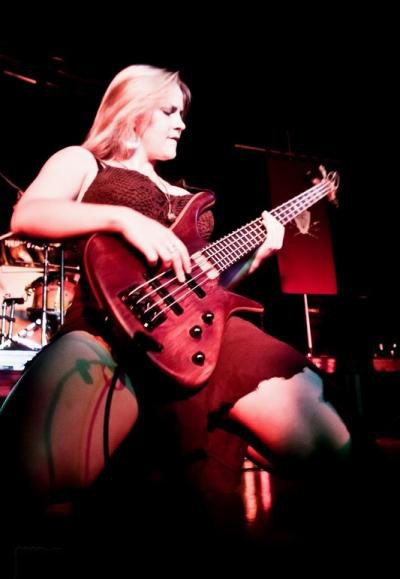
Joanna Lacher, 2010

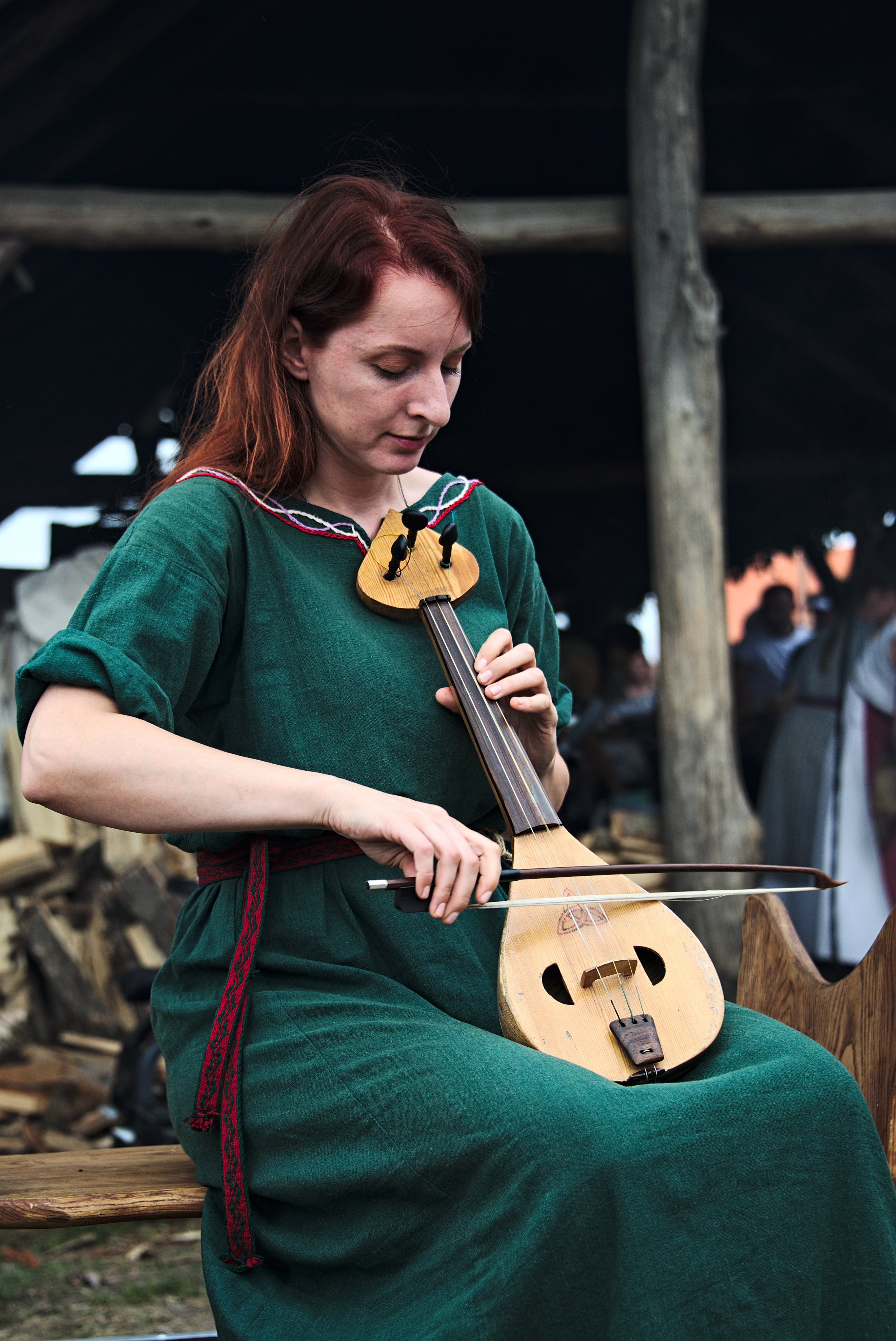
Katarzyna Bromirska w Wolinie w 2018 roku

Percival Schuttenbach – polski zespół folkmetalowy powstały w Lubinie w maju 1999 roku. Ich muzyka to słowiański folk metal z wpływami folk-rocka i rocka progresywnego, a nawet prog-metalu. Sam zespół określa swoją muzykę jako „Nową Falę Polskiego Heavy Folku” („New Wave of Polish Heavy Folk”). Nazwa zespołu nawiązuje do gnoma Percivala Schuttenbacha, jednej z postaci występujących w sadze o wiedźminie autorstwa Andrzeja Sapkowskiego. Zespół jest także znany dzięki projektowi Percival, który powstał w wyniku fascynacji historią i kulturą dawnych Słowian. Grający folk „zespół” Percival zdobył sławę w dużej części dzięki ścieżce dźwiękowej do wielokrotnie nagradzanej gry Wiedźmin 3: Dziki Gon.

## Muzyka
Pierwsze demo, Moribuka, ukazało się w roku powstania zespołu. W 2009 roku ukazał się pierwszy album zatytułowany Reakcja pogańska wydany wspólnie przez C.K. Muza w Lubinie i wydawnictwo założone przez zespół. W 2010 podjęli współpracę z producentem o pseudonimie Donatan. Płyta została wydana 26 września 2012 roku.
Muzycy wykorzystują obok instrumentów współczesnych (gitara akustyczna i elektryczna, basowa, perkusja, wiolonczela akustyczna i elektryczna) także instrumenty tradycyjne, ludowe i etniczne (lutnia długoszyjkowa, rebec, davul, bodhrán, darabuka, mandolina, akordeon, sopiłka, gęśle, kemancze oraz rekonstrukcje dawnych instrumentów dętych z rogu i kości).
Muzyka to często tradycyjne pieśni z terenów całej Słowiańszczyzny w nowej, nierzadko metalowej, ciężkiej aranżacji. Teksty w zdecydowanej większości śpiewane są w oryginalnych językach.
Zespół bardzo często współpracuje z innymi muzykami i zespołami, współtworząc wiele projektów (Percival-Ovo z wrocławskim Ovo, Percival-Kniażyc z białoruskim chórem, Troll Schuttenbach z liderem Żywiołaka Robertem De Lirą Jaworskim).
Od 2006 roku z zespołu wydzieliło się kilka podprojektów związanych z rekonstrukcją historyczną, takich jak wczesnośredniowieczny historyczno-folkowy Percival czy II-wojenny Percival. Łączy je skład osobowy, natomiast zmienia się repertuar i instrumentarium.
W listopadzie 2013 wydany został LP "Svantevit". Zespół promował album odbywając w okresie 22 lutego-11 maja 2013 wraz ze szczecińskim Quo Vadis ogólnopolską trasę koncertową Dominus Svantevitus Tour 2013, obejmującą 20 miast.
W latach 2013 – 2014 uczestniczyli w tworzeniu ścieżki dźwiękowej do gry Wiedźmin 3: Dziki Gon. Ich utwory pojawiające się w grze to między innymi Lazare oraz Sargon.
W grudniu 2014 ukazał się drugi z cyklu albumów "Slava" (pierwszy – "Slava – Pieśni Słowian Południowych" uzyskał w 2012 roku nieoficjalnie status złotej płyty, dołączony był bowiem do preorderu "Równonocy", która ten status uzyskała jeszcze w przedsprzedaży) – "Slava – Pieśni Słowian Wschodnich".
W 2015 ukazał się album "Mniejsze Zło".
W 2016 ukazał się album "Strzyga", zawierający między innymi wiele utworów ze starszych albumów w odświeżonej wersji, oraz w formie bonusu, cover utworu "Wóda Zryje Banie" duetu Bracia Figo Fagot. Był to pierwszy i zarazem ostatni album zespołu wydany za pośrednictwem wytwórni Sony Music Entertaiment. Umowa została zerwana za porozumieniem stron, lecz z inicjatywy zespołu, ponieważ grupa uważała, że wytwórnia nie daje im wystarczającej wolności, oraz hamuje ich rozwój.
W 2018 wydany został album koncepcyjny "Dzikie Pola", a wraz z nim teledyski do utworów "Rytułał", "Wieczerza", "Chortyca", oraz "Swadźba" (2019), wszystkie wyprodukowane przez Marcina Somerlika.
Również w 2018 ukazał się trzeci album z cyklu "Slava" – "Slava III – Pieśni Słowian Zachodnich".
W 2019 wydany w formie płyty winylowej został album Wild Hunt Live nagrany podczas występu grupy na 19. Festiwalu Fantastyki Pyrkon. Album zawiera wybrane utwory nagrane przez zespół na potrzeby gry Wiedźmin 3: Dziki Gon.
W październiku 2019 zespół zapowiedział remake albumu "Reakcja pogańska" (2009) z okazji jego dziesięciolecia. Płyta powstała z racji 10-lecia oryginalnego albumu, nagrywana była w 2019 w unIQ Studio oraz RedBaaron Studio.
W 2020 z racji na sytuację związaną z pandemią koronawirusa SARS-CoV-2, zespół poszerzył swoją działalność online. Rozpoczęto transmisje z gier komputerowych w serwisie Twitch, cotygodniową serię transmisji typu Q&A – zarówno po polsku jak i po angielsku. Dodatkowo, odbywały się również koncerty online, na kanale zespołu na platformie YouTube. Podczas jednego z tych koncertów ukazały się również utwory "A Byla Ta" oraz "A tam na hore" z zapowiedzianego albumu "Slava IV".
W maju 2020 zespół osiągnął 50 tysięcy subskrypcji na swoim kanale YouTube.
W maju 2020 wydane zostało w formie e-booka opowiadanie "Svantevit" autorstwa Mikołaja Rybackiego, rozwijające historię przedstawioną na wydanym w 2013 albumie o tym samym tytule.
13 czerwca 2020 wydany został wraz z teledyskiem utwór "Oj Dido" w nowej aranżacji, pochodzący z nie wydanej jeszcze ponownie nagranej "Reakcji pogańskiej". 14 czerwca w poznańskim Klubie U Bazyla odbył się koncert online zawierający między innymi utwory z nadchodzącej płyty. Tego samego dnia w oficjalnym sklepie zespołu pojawiła się przedsprzedaż owego albumu.
20 czerwca 2023 roku  wydana została czwarta płyta z cyklu "Slava" - Slava IV – Pieśni Słowian Przyszłości. Album miał swoją premierę na koncercie podczas Festiwalu Fantastyki Pyrkon w roku 2023 

## Skład
Percival Schuttenbach
- Mikołaj Rybacki – gitara elektryczna, akustyczna, basowa, mandolina, saz, darabuka, śpiew
- Katarzyna Bromirska – wiolonczela elektryczna, akustyczna, kontrabas, akordeon, sopiłka, flet tenorowy, kaos pad II, instrumenty klawiszowe, śpiew

Muzycy sesyjni:
- Ewa Pitura – śpiew
- Marcin Frąckowiak – gitara elektryczna
- Adam Kłosek – gitara basowa
- Marcin Ścierański – instrumenty perkusyjne

Percival – wczesne średniowiecze:
- Mikołaj Rybacki – lutnia długoszyjkowa, śpiew
- Katarzyna Bromirska – lira bizantyjska, sopiłka, flety, bodhrán, śpiew

Muzycy sesyjni:
- Ewa Pitura – śpiew, bęben obręczowy, przeszkadzajki
- Magdalena Marchewka – śpiew
- Katarzyna Masior – śpiew
- Dorota Straburzynska – wiolonczela
- Michał Lange – bęben
- Marcin Frąckowiak – bęben

Dodatkowo w projekcie "Słowiański Mit o Stworzeniu Świata":
- Sławomir Uta – ligawa, djembe, śpiew

Percival WILD HUNT LIVE
- Mikołaj Rybacki – lutnia długoszyjkowa, śpiew, bouzuki
- Katarzyna Bromirska – lira bizantyjska, sopiłka, flety, bodhrán, śpiew

Muzycy sesyjni:
- Ewa Pitura – śpiew, bęben obręczowy, przeszkadzajki
- Magdalena Marchewka – śpiew
- Dorota Straburzynska – wiolonczela
- Michał Lange – instrumenty perkusyjne
- Adam Kłosek – lira bizantyjska

Aktorzy i akrobaci:
- Legnicki Teatr AVATAR

Percival – zakazane piosenki (II wojna światowa):
- Mikołaj Rybacki – mandolina, śpiew
- Katarzyna Bromirska – akordeon, śpiew

## Osiągnięcia
- Folkowa Majówka w Radomiu – I miejsce (maj 2000)
- Masovia Folk Festival w Giżycku – I miejsce (lipiec 2000)
- Mikołajki Folkowe w Lublinie – II miejsce oraz nagroda specjalna Orkiestry św. Mikołaja (2001)
- Lubuski Festiwal Rockowy "Rock Nocą" w Zielonej Górze – I miejsce oraz nagroda dla najlepszego gitarzysty (2005)
- koncert w Douglas, stolicy wyspy Man, otwarcie wystawy z udziałem premiera wyspy Man (2007)
- Wirtualne Gęśle – płyta Eifforr – 6 miejsce[25] (2007)
- Wirtualne Gęśle – płyta Oj Dido – 4 miejsce[26] (2008)
- Wirtualne Gęśle – płyta Reakcja pogańska – 2 miejsce[27] (2009)
- Wirtualne Gęśle – płyta Słowiański mit o stworzeniu świata – 5 miejsce[27] (2009)
- Wirtualne Gęśle – płyta Slava! (Percival) – 4 miejsce[28] (2013)
- Wirtualne Gęśle – płyta Slava! – Najciekawsza okładka, proj. Zuzanna Chańska[28] (2013)
- Wirtualne Gęśle – płyta Postrzyżyny – 6 miejsce[28] (2013)
- MocArt RMF Classic w kategorii „Muzyka Filmowa Roku 2015” – ścieżka dźwiękowa do gry Wiedźmin 3: Dziki Gon (CD Projekt RED) wspólnie z Marcinem Przybyłowiczem oraz Mikołajem Stroińskim[29]
- Złoty Opos 2015 cdp.pl w kategorii Muzyka – ścieżka dźwiękowa do gry Wiedźmin 3: Dziki Gon (CD Projekt RED)
- Nominacja do nagrody The Game Awards w 2015 w kategorii „najlepsza ścieżka dźwiękowa” do gry Wiedźmin 3: Dziki Gon (CD Projekt RED) wspólnie z Marcinem Przybyłowiczem oraz Mikołajem Stroińskim[30]
- Wirtualne Gęśle – płyta Slava III – Pieśni Słowian Zachodnich – 1 miejsce[31] (2018), Dzikie Pola - 1 miejsce (najciekawsza okładka) (2018)
- Wirtualne Gęśle – płyta Slava IV – Pieśni Słowian Przyszłości – 1 miejsce[32] (2023)

## Dyskografia
Percival Schuttenbach
- Moribuka (Demo, 1999, wydanie własne)
- Tutmesz-Tekal (Demo, 2002, wydanie własne)
- Reakcja pogańska (2009, wydanie własne/Centrum Kultury "Muza")[33]
- Postrzyżyny (EP, 2012, wydanie własne)
- Svantevit (2013, wydanie własne/Fonografika)
- Mniejsze Zło (2015, wydanie własne/Fonografika)
- Strzyga (2016, Sony Music Entertainment)
- Dzikie Pola (2018, RedBaaron Agency/Apostrophe)
- Reakcja pogańska 2020 (2019, UnIQ Studio/ 2021, RedBaaron)

Percival
- Eiforr (2007, wydanie własne/Fonografika)
- Oj Dido (2008, wydanie własne/Fonografika)
- Słowiański mit o stworzeniu świata (2009, wydanie własne)
- Slava! Pieśni Słowian Południowych (2012, wydanie własne)
- Slavny Tur – Live in Wrocław (2014, wydanie własne/Fonografika)
- Slava II – Pieśni Słowian Wschodnich (2014, wydanie własne/Fonografika)
- Slava III – Pieśni Słowian Zachodnich (2018)
- Slava IV – Pieśni Słowian Przyszłości (2023)[34]

Percival WILD HUNT LIVE
- Wild Hunt Live (2019, wydanie własne, album nagrany na płycie winylowej, zarejestrowany podczas festwialu fantastyki Pyrkon)

Kompilacje
- Estrada i studio – składanka (E i S) (2002, utwór pt. "Moribuka")
- Polish art-rock vol III – składanka (2002, utwór pt. "Gdy rozum śpi")
- Wild Hunt – kompilacja utworów obu projektów, wykorzystanych w ścieżce dźwiękowej gry Wiedźmin 3: Dziki gon (2015, wydanie własne)

## Teledyski
- Satanismus (2008, drugi klip do utworu powstał we wrześniu 2011 r.)
- Live in Sztolnia (2008)
- Jomsborg (Percival wczesnośredniowieczny) (2008)
- Pałacyk Michla (Percival Schuttenbach – Zakazane Piosenki) (2009)
- Pani Pana (2009)
- Pasla (Percival wczesnośredniowieczny) (2010)
- Gdy rozum śpi... (2012)
- Gusta mi magla (Percival wczesnośredniowieczny) (2012)
- Svantevit (2013)
- Wodnik (2014)
- Satanael (2014)
- Oberek (2016)
- Oczy Wiedźmina (2017)
- Dobro i Zło (2018)
- Rytuał (2018)
- Wieczerza (2018)
- Chortyca (2018)
- Swadźba (2019)
- Wichman (2021)